# Thaïs (película italiana)
Thaïs, también conocida como Perfido incanto, es una película muda de 1917 dirigida por Anton Giulio Bragaglia. La película es la única muestra existente del futurismo italiano en cine y se conserva en la Cinemateca Francesa. Está basada en la novela homónima Thaïs del escritor francés Anatole France.

## Trama
La trama es bastante convencional y trata de los amoríos de una turbia diva típica de la época.
La bella condesa eslava Vera Preobrajenska/Thaïs (interpretada por Thaïs Galitzky) es una seductora de hombres casados, arrastrándolos al borde de la ruina. Cuando Thaïs seduce al marido de su mejor amiga, esta muere al caer de su caballo. Thaïs se suicida presa de los remordimientos.

## Características
Los decorados de la película son característicos del movimiento Futurista. Fueron diseñados por Enrico Prampolini, quien utilizó formas geométricas basadas en fuertes contrastes blanco/negro: espirales, diamantes, ajedrezados, figuras simbólicas (gatos, máscaras humeantes. Las escenas pintadas interactúan con frecuencia con los personajes, creando un mundo de ilusiones donde es difícil distinguir la realidad de la ficción. A medida que la película avanza, se vuelve más y más abstracta para reflejar la confusión creciente de Vera.
Las visiones opresivas y antinaturalistas pueden entenderse como un preámbulo al cine expresionista alemán, notablemente influido por el estilo de Prampolini.

## Imágenes

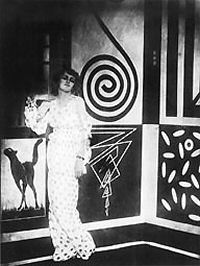
Una escena de Thaïs
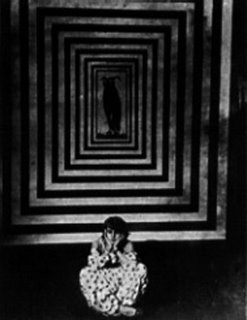
Una escena de Thaïs
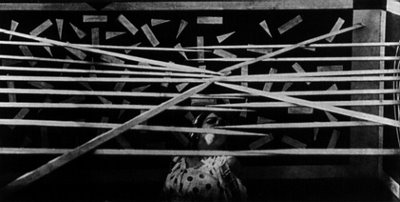
Una celosía de postes
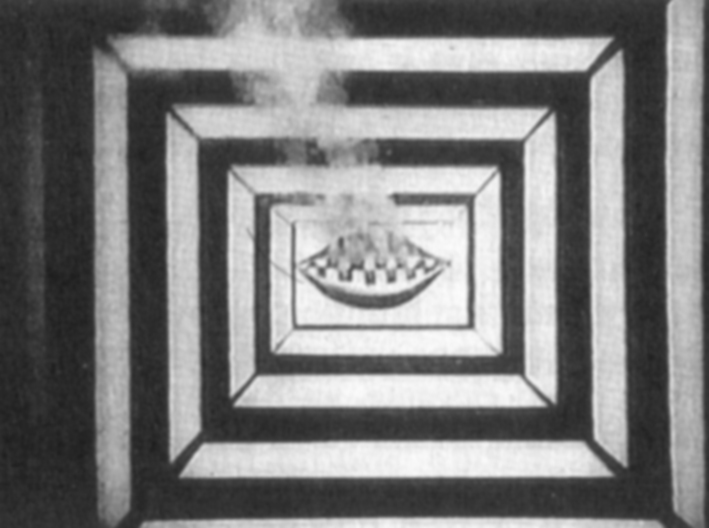
Una escena con humo real